# Ананас експрес
„Ананас експрес“ (на английски: Pineapple Express) е американска екшън комедия от 2008 г. на режисьора Дейвид Гордън Грийн с участието на Сет Роугън и Джеймс Франко. Сценарият е на Роугън и Евън Голдбърг. Сюжетът се върти около призовчик и неговия дилър на марихуана, които са принудени да бягат от убийци и корумпирана полицайка, след като стават свидетели на убийство.